# Actinolema eryngioides
Actinolema eryngioides är en växtart i släktet Actinolema och familjen flockblommiga växter. Den beskrevs av Edward Fenzl.

## Utbredning
Arten förekommer i västra Asien, från östra Turkiet till västra Iran och Syrien.